# گوروخوفکا (باشقیرستان)
گوروخوفکا (انگلیسی: Gorokhovka, Republic of Bashkortostan) یک شهرک در شهرستان فیودوروفسکی استان باشقیرستان کشور روسیه است.